# Катастрофа Ми-26 в Чечне 19 августа 2002 года

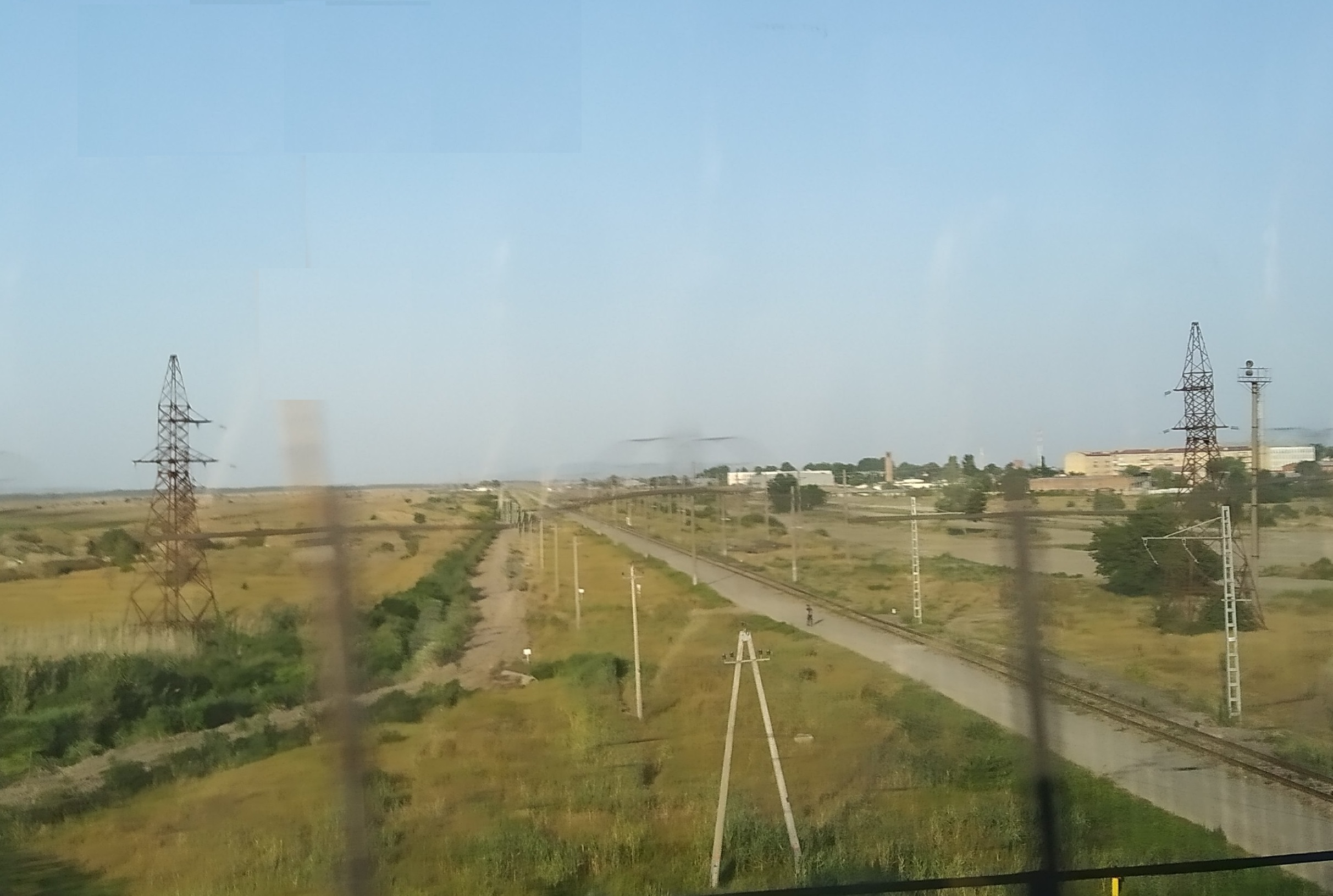
Ханкала, в сторону места падения Ми-26 от Восточной объездной дороги

Катастрофа Ми-26 в Чечне 19 августа 2002 года — самая крупная авиакатастрофа в истории российских вооружённых сил, произошедшая в ходе второй чеченской войны. Произошла из-за поражения чеченскими боевиками военно-транспортного вертолёта Ми-26 ракетой из переносного зенитного ракетного комплекса «Игла». Дополнительной причиной, увеличившей количество жертв, стало фатальное стечение обстоятельств: сильной перегруженности вертолёта и падения его на минное поле. Является одной из самых крупных авиакатастроф в истории России, а также вообще вертолётной авиации в целом.

## Развитие событий
19 августа 2002 года примерно в 16:10 по московскому времени вертолёт Ми-26, принадлежащий армейской авиации Сухопутных войск, вылетел из аэродрома Моздок и взял курс на базу в Ханкале. На борту находились военнослужащие, возвращавшиеся к месту службы после отпуска, а также контрактники и солдаты срочной службы, летевшие в Чечню на замену сослуживцам. По причине нелётной погоды в предыдущие дни в Моздоке скопилось достаточно большое количество военнослужащих, ожидающих вылета в Чечню. По этой причине вертолёт был сильно перегружен.
В 16:54 Ми-26 был в нескольких километрах от аэродрома Ханкалы и совершал манёвры, заходя на посадку. В это время командир экипажа майор Олег Батанов передал на землю, что услышал хлопок в районе правого двигателя и получил предупреждение бортовых систем о возникновении пожара. Опасаясь, что огонь перекинется на второй основной двигатель, Батанов срочно пошёл на снижение.
При аварийной посадке Ми-26 жёстко ударился хвостом о землю. Военнослужащие, которые находились у дверей, успели выскочить из горящего вертолёта, некоторые из военнослужащих смогли выбраться через боковые и задние иллюминаторы. Экипаж также безопасно эвакуировался — он был в кабине, которая практически не пострадала от удара. Однако по трагическому совпадению посадка была осуществлена прямо на минное поле, защищающее базу в Ханкале от вылазок боевиков. По этой причине тушение горящего вертолёта было невозможно, а эвакуация раненых — затруднена. После того как сапёры проделали в минном поле несколько проходов, тушить было уже нечего.

## Жертвы
В результате падения вертолёта, пожара и подрывов на минах в общей сложности погибло 127 человек. 117 человек погибло на месте и ещё 10 скончались впоследствии в госпиталях. Президент России Владимир Путин объявил 22 августа 2002 года днём траура в России.

## Расследование
Следствие установило, что основной причиной авиакатастрофы является поражение вертолёта ракетой из ПЗРК «Игла», а причиной большого количества жертв явился двукратный перегруз вертолёта, из-за которого пилотам было затруднительно совершить безопасную аварийную посадку.

### Применение по вертолёту ПЗРК
Из материалов судебного следствия, протоколов допросов, показаний и приобщённой к делу видеозаписи теракта следует, что преступление совершили пять членов банды. 19 августа 2002 года они прибыли в 6-й микрорайон Грозного, расположенный неподалёку от базы «Ханкала». Там в полуразрушенном двухэтажном доме на улице Тухачевского они оборудовали позицию для стрельбы. Задача была поразить любой вертолёт, маршрут которого из Моздока пролегал через 6-й микрорайон. В 16:54 над Ханкалой появился вертолёт Ми-26, летевший на базу в Ханкале. В направлении вертолёта был осуществлён пуск ракеты из ПЗРК «Игла». Через пять секунд ракета на высоте 180—200 метров поразила правый двигатель вертолёта.
29 апреля 2004 года Ростовский областной суд признал Доку Джантемирова виновным в терроризме и убийстве и приговорил к пожизненному заключению с отбыванием наказания в колонии особого режима. По версии следствия, сам Джантемиров по вертолёту не стрелял, однако он подготовил зенитный ракетный комплекс «Игла», передал его стрелку, отдал команду на поражение, крикнув по-чеченски «Пускай!», а потом заснял гибель вертолёта на видеокамеру.
3 сентября 2008 года Верховный суд Чеченской Республики повторно приговорил к пожизненному заключению Султана Мациева, Шамсутдина Салаватова и Висхана Хабибулаева. В июле 2005 года осуждённые Салаватов, Мациев и Джантемиров получили пожизненное заключение, а Хабибулаев — 13 лет колонии. Как было установлено, Мациев в феврале 2000 года решил создать собственную группу, куда вошли Салаватов и Хабибулаев. Спонсировал их Басаев, который в 2001 году выделил деньги на закупку переносных зенитно-ракетных комплексов и прикомандировал к группе Джантемирова (который, по версии следствия, прошёл спецподготовку в одном из лагерей террористов). В конце 2001 года им удалось купить в Грузии и тайно перевезти в Чечню восемь ПЗРК «Игла». Из них были сбиты три вертолёта Ми-8, а также Ми-26 под Ханкалой.

### Перегруженность вертолёта
Причиной большого количества жертв стало грубое нарушение правил полётов вследствие почти двукратного перегруза. В технических документах на вертолёт Ми-26 записано, что он может при условии полной заправки перевозить 82 человека, или же груз весом 20 тонн. Всего на борту Ми-26 находилось почти 150 человек. Это произошло как из-за нелётной погоды, (и, как следствие, большого количества военнослужащих, ожидающих в Моздоке отправки в Чечню), так и из-за хронической нехватки военно-транспортных вертолётов. Тем самым был нарушен приказ министра обороны № 225 от 1997 года, который запрещал перевозку личного состава на вертолётах Ми-26, Ми-6 и Ми-14.
7 сентября 2002 года министр обороны России Сергей Иванов публично огласил приказ № 059, в котором выговор был объявлен заместителю министра обороны Николаю Кормильцеву, командующему войсками Северо-Кавказского военного округа Геннадию Трошеву, первому заместителю главкома Сухопутных войск Александру Морозову. Предупреждён о неполном служебном соответствии первый заместитель командующего войсками Северокавказского военного округа Владимир Булгаков, исполняющий обязанности командующего группировкой войск в Чечне Сергей Макаров. Ещё ряд высокопоставленных военных получили различного рода служебные взыскания, а командующий армейской авиацией Виталий Павлов представлен к увольнению с военной службы.